# Parlamentswahl in Finnland 2011
- VAS: 14
- SDP: 42
- VIHR: 10
- RKP: 10
- KESK: 35
- KOK: 44
- KD: 6
- PS: 39

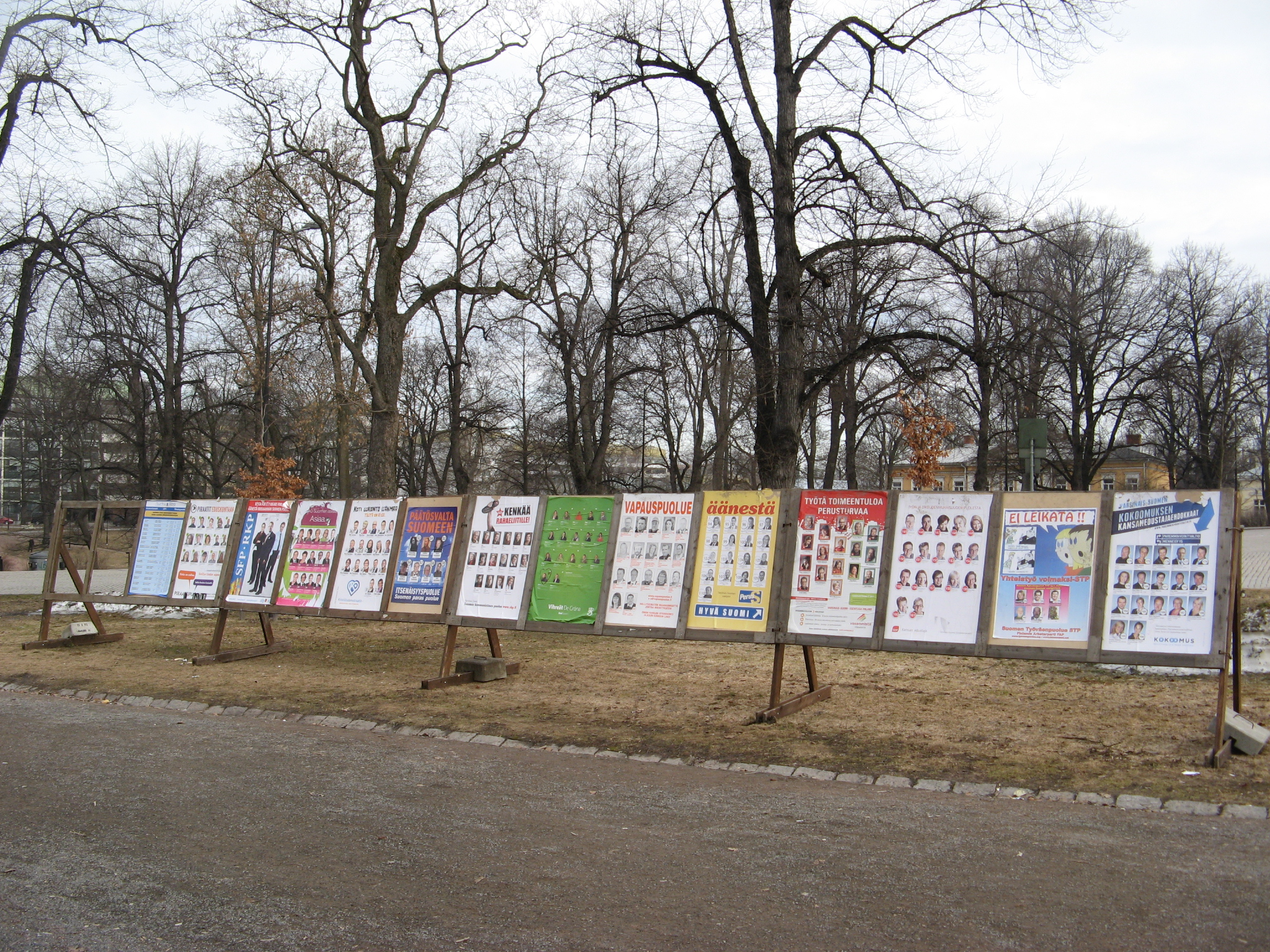
Wahlplakate in Turku

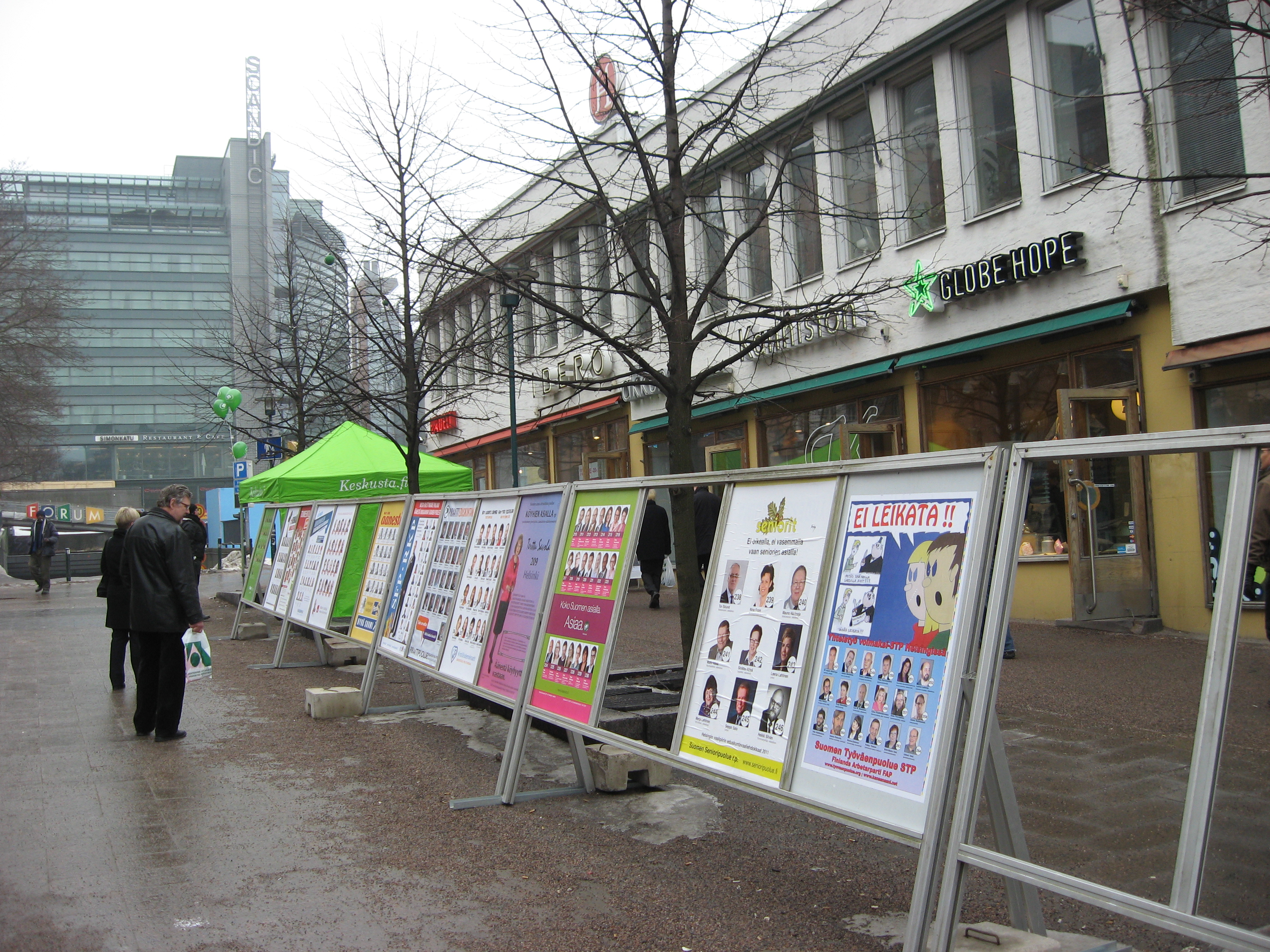
Wahlplakate in Helsinki

Die Parlamentswahl in Finnland 2011 fand am 17. April 2011 statt. Es war die Wahl zum 36. finnischen Parlament.
Die Nationale Sammlungspartei von Finanzminister Jyrki Katainen erreichte 20,4 Prozent der Wählerstimmen und wurde damit stärkste Kraft. Die Sozialdemokraten vereinigten 19,1 Prozent der Stimmen auf sich. Mit nur knapp 1.500 Stimmen Abstand und ebenfalls 19,1 Prozent kamen die Basisfinnen auf den dritten Platz. Die von Timo Soini geführte Partei konnte ihr Ergebnis im Verhältnis zur Wahl von 2007 mehr als vervierfachen. Zu den Verlierern der Wahl zählte die Finnische Zentrumspartei der Ministerpräsidentin Mari Kiviniemi. Das Zentrum büßte über sieben Prozentpunkte ein und erreichte mit 15,8 Prozent das schlechteste Ergebnis seit 1917.

## Ausgangslage

Karte nach Gemeinden;
Sammlungspartei
Sozialdemokraten
Basisfinnen
Zentrum
Linksbund
Schwedische Volkspartei
Christdemokraten
Åland-Mandat

2007 hatte die Zentrumspartei ihre Stellung als stärkste Kraft noch verteidigen können. Sie erhielt 23,1 % der Stimmen und bildete mit 51 von 200 Sitzen die größte Fraktion im Finnischen Reichstag. Die konservative Sammlungspartei (Kansallinen Kokoomus) kam auf 50 Sitze. Dahinter folgten die Sozialdemokraten (SDP) mit 45 Mandaten. Ebenfalls im Parlament vertreten waren das Linksbündnis (17 Sitze), der Grüne Bund (15 Sitze), die Finnischen Christdemokraten (7 Sitze), die Schwedische Volkspartei (10 Sitze, darunter das Åland-Mandat) und die Basisfinnen (5 Sitze). Nach der Parlamentswahl am 18. März 2007 hatte Matti Vanhanen (Zentrum) eine Regierung mit der Sammlungspartei, den Grünen und der Schwedischen Volkspartei gebildet. Am 22. Juni 2010 war Vanhanen von Mari Kiviniemi abgelöst worden.

## Wahlsystem
Finnland ist in 15 Wahlbezirke aufgeteilt, in denen jeweils eine bestimmte Anzahl der insgesamt 200 Mandate vergeben werden. Ausgezählt wird nach der D'Hondt-Methode.
Die Wahlbezirke sind (in Klammern die Anzahl der zustehenden Mandate):
- Helsinki (21)
- Uusimaa (35)
- Varsinais-Suomi (17)
- Satakunta (9)
- Åland – Ahvenanmaa (1)
- Häme (14)
- Pirkanmaa (18)
- Kymi (12)
- Südsavo – Etelä-Savo (6)
- Nordsavo – Pohjois-Savo (9)
- Nordkarelien – Pohjois-Karjala (6)
- Vaasa (17)
- Mittelfinnland – Keski-Suomi (10)
- Oulu (18)
- Lappland – Lappi (7)

## Parteien
Es traten 17 registrierte Parteien zur Wahl an.
Folgende antretende Parteien waren bereits im Parlament vertreten:
| Logo | Logo | Partei | Ausrichtung        | Spitzenkandidat  |
| ---- | ---- | --- | ------------------ | ---------------- |
|      |      | Finnische Zentrumspartei Suomen Keskusta (KESK) Centern i Finland (CENT)                                               | sozialliberal      | Mari Kiviniemi   |
|      |      | Nationale Sammlungspartei Kansallinen Kokoomus (KOK) Samlingspartiet (SAML)                                            | konservativ        | Jyrki Katainen   |
|      |      | Sozialdemokratische Partei Finnlands Suomen Sosialidemokraattinen Puolue (SDP) Finlands Socialdemokratiska Parti (SDP) | sozialdemokratisch | Jutta Urpilainen |
|      |      | Linksbündnis Vasemmistoliitto (VAS) Vänsterförbundet (VÄNST)                                                           | sozialistisch      | Paavo Arhinmäki  |
|      |      | Grüner Bund Vihreä liitto (VIHR) Gröna förbundet (GRÖNA)                                                               | grün               | Anni Sinnemäki   |
|      |      | Finnische Christdemokraten Kristillisdemokraatit (KD) Kristdemokraterna (KD)                                           | christdemokratisch | Päivi Räsänen    |
|      |      | Schwedische Volkspartei Ruotsalainen kansanpuolue (RKP) Svenska folkpartiet (SFP)                                      | liberal            | Stefan Wallin    |
|      |      | Basisfinnen Perussuomalaiset (PS) Sannfinländarna (SAF)                                                                | rechtspopulistisch | Timo Soini       |

Weitere antretende Parteien:
- Kommunistische Partei Finnlands
- Seniorenpartei Finnlands
- Unabhängigkeitspartei
- Für die Armen
- Kommunistische Arbeiterpartei Finnlands
- Arbeiterpartei Finnlands
- Piratenpartei (trat erstmals an)
- Veränderung 2011 (trat erstmals an)
- Freiheitspartei (trat erstmals an)

## Umfragen
Die letzten zwölf Monate vor der Wahl im April 2011 waren von einem starken Popularitätsschub der Basisfinnen gekennzeichnet, die in den monatlich von Taloustutkimus durchgeführten Umfragen ihren Stimmenanteil von 6,3 % im Februar 2010 auf bis zu 17,2 % im März 2011 erhöhen konnte. Fast alle anderen im Parlament vertretenen Parteien mussten in den Umfragen Verluste hinnehmen, darunter auch die Zentrumspartei, die in der April-2011-Umfrage nur noch auf 18,6 % kam.

## Wahlergebnis

### Landesweite Stimmenzählung
| Listen                                                                         | Listen                                     | Stimmen   | %    | +/-   | Mandate | +/- |
| ------------------------------------------------------------------------------ | ------------------------------------------ | --------- | ---- | ----- | ------- | --- |
|                                                                                | Nationale Sammlungspartei (KOK)            | 599.138   | 20,4 | −1,9  | 44      | −6  |
|                                                                                | Sozialdemokratische Partei Finnlands (SDP) | 561.558   | 19,1 | −2,3  | 42      | −3  |
|                                                                                | Basisfinnen (PS)                           | 560.075   | 19,1 | +15,0 | 39      | +34 |
|                                                                                | Finnische Zentrumspartei (KESK)            | 463.266   | 15,8 | −7,3  | 35      | −16 |
|                                                                                | Linksbündnis (VAS)                         | 239.039   | 8,1  | −0,7  | 14      | −3  |
|                                                                                | Grüner Bund (VIHR)                         | 213.172   | 7,3  | −1,2  | 10      | −5  |
|                                                                                | Schwedische Volkspartei (RKP)              | 125.785   | 4,3  | −0,3  | 9       | ±0  |
|                                                                                | Finnische Christdemokraten (KD)            | 118.453   | 4,0  | −0,9  | 6       | −1  |
|                                                                                | Piratenpartei (PP)                         | 15.103    | 0,5  | Neu   | –       | Neu |
|                                                                                | Kommunistische Partei Finnlands (SKP)      | 9.232     | 0,3  | −0,4  | –       | ±0  |
|                                                                                | Veränderung 2011 (M11)                     | 7.504     | 0,3  | Neu   | –       | Neu |
|                                                                                | Freiheitspartei – Finnlands Zukunft (VP)   | 4.285     | 0,1  | Neu   | –       | Neu |
|                                                                                | Unabhängigkeitspartei                      | 3.236     | 0,1  | −0,1  | –       | ±0  |
|                                                                                | Seniorenpartei Finnlands (SSP)             | 3.195     | 0,1  | −0,5  | –       | ±0  |
|                                                                                | Arbeiterpartei Finnlands (STP)             | 1.857     | 0,1  | +0,1  | –       | ±0  |
|                                                                                | Kommunistische Arbeiterpartei (KTP)        | 1.575     | 0,1  | −0,1  | –       | ±0  |
|                                                                                | Für die Armen                              | 1.335     | 0,0  | −0,1  | –       | ±0  |
|                                                                                | Sonstige 1                                 | 11.763    | 0,4  | –     | 1       | ±0  |
| Gesamt                                                                         | Gesamt                                     | 2.939.571 | 100  |       | 200     | –   |
|                                                                                |                                            |           |      |       |         |     |
| Ungültige Stimmen                                                              | Ungültige Stimmen                          | 16.294    | 0,6  | –0,1  |         |     |
| Wähler                                                                         | Wähler                                     | 2.955.865 | 67,4 | +2,4  |         |     |
| Wahlberechtigte                                                                | Wahlberechtigte                            | 4.387.701 |      |       |         |     |
|                                                                                |                                            |           |      |       |         |     |
| Quellen: Tilastokeskus: Ergebnis im Detail – Tulospalvelu: Nationales Ergebnis |                                            |           |      |       |         |     |

### Åland
Wahlkreis Åland (Ahvenanmaa, VP05).
| Listen            | Listen                                | Stimmen | %    | Mandate |
| ----------------- | ------------------------------------- | ------- | ---- | ------- |
|                   | Åländsk Samling (AC – ObS – ASD – AF) | 8.546   | 81,4 | 1       |
|                   | Alliansen för Åland (MSA – Lib)       | 1.957   | 18,6 | –       |
| Gesamt            | Gesamt                                | 10.503  | 100  | 1       |
|                   |                                       |         |      |         |
| Ungültige Stimmen | Ungültige Stimmen                     | 251     | 2,3  |         |
| Wähler            | Wähler                                | 10.754  | 41,2 |         |
| Wahlberechtigte   | Wahlberechtigte                       | 26.114  |      |         |

### Ergebnisse nach Wahlbezirken
| Bezirk          | Wahl- beteiligung | Parteien | Parteien | Parteien | Parteien | Parteien | Parteien | Parteien | Parteien | Parteien |  |
| Bezirk          | Wahl- beteiligung | KOK      | SDP      | PS       | KESK     | VAS      | VIHR     | RKP      | KD       | Sonstige |  |
| --------------- | ----------------- | -------- | -------- | -------- | -------- | -------- | -------- | -------- | -------- | -------- |  |
| Helsinki        | 75,5              | 27,3     | 17,5     | 13,0     | 4,5      | 10,4     | 16,7     | 5,8      | 2,4      | 2,4      |  |
| Uusimaa         | 72,9              | 28,4     | 19,3     | 18,8     | 6,4      | 5,1      | 9,1      | 8,3      | 2,8      | 1,8      |  |
| Varsinais-Suomi | 71,2              | 23,0     | 19,6     | 18,1     | 11,6     | 9,6      | 7,3      | 5,5      | 2,9      | 2,4      |  |
| Satakunta       | 69,5              | 17,6     | 24,0     | 23,6     | 16,1     | 10,9     | 3,8      | -        | 3,4      | 0,6      |  |
| Åland           | 51,1              | -        | -        | -        | -        | -        | -        | -        | -        | 100,0    |  |
| Häme            | 68,8              | 22,5     | 24,1     | 20,6     | 13,2     | 6,9      | 4,5      | -        | 6,8      | 1,4      |  |
| Pirkanmaa       | 71,5              | 22,3     | 21,6     | 21,1     | 10,4     | 8,3      | 8,3      | -        | 5,0      | 3,0      |  |
| Kymi            | 67,4              | 18,0     | 24,6     | 23,3     | 16,8     | 5,7      | 4,2      | -        | 6,6      | 0,8      |  |
| Südsavo         | 66,5              | 14,1     | 24,0     | 20,5     | 26,8     | 2,2      | 7,1      | -        | 4,5      | 0,8      |  |
| Nordsavo        | 66,3              | 16,4     | 18,3     | 20,8     | 25,4     | 8,4      | 5,5      | -        | 3,9      | 1,3      |  |
| Nordkarelien    | 65,7              | 10,5     | 26,4     | 23,1     | 26,2     | 4,2      | 5,4      | -        | 2,8      | 1,4      |  |
| Vaasa           | 73,2              | 14,1     | 14,0     | 17,2     | 22,6     | 3,7      | 1,4      | 19,4     | 6,6      | 1,0      |  |
| Mittelfinnland  | 69,0              | 15,0     | 21,2     | 18,1     | 21,8     | 9,0      | 6,5      | -        | 6,4      | 2,0      |  |
| Oulu            | 67,7              | 11,9     | 11,0     | 20,1     | 33,4     | 14,5     | 4,9      | 0,2      | 2,8      | 1,2      |  |
| Lappland        | 67,5              | 12,5     | 11,8     | 20,5     | 32,2     | 16,7     | 3,4      | 0,4      | 1,6      | 0,9      |  |
| Finnland        | 70,5              | 20,4     | 19,1     | 19,1     | 15,8     | 8,1      | 7,3      | 4,3      | 4,0      | 1,9      |  |
|                 |                   |          |          |          |          |          |          |          |          |          |  |
| Quelle: yle.fi  |                   |          |          |          |          |          |          |          |          |          |  |

### Ergebnisse nach Gemeinden

Nationale Sammlungspartei 0–10 %10–15 %15–20 %20–25 %25–30 %30–35 %35–40 %40–100 %
Sozialdemokraten 0–10 %10–15 %15–20 %20–25 %25–30 %30–35 %35–100 %
Basisfinnen 0–10 %10–15 %15–20 %20–25 %25–30 %30–35 %35–40 %40–45 %45–50 %50–100 %
Zentrumspartei 0–10 %10–15 %15–20 %20–25 %25–30 %30–35 %35–40 %40–45 %45–50 %50–100 %

## Nach der Wahl
Nach der Wahl wurde erwartet, dass Katainen unter anderem mit den Basisfinnen eine Regierung eingehen wolle. Nachdem die Sammlungspartei Katainens jedoch der Aktivierung des Europäischen Stabilisierungsmechanismus für Portugal zugestimmt hatte, zogen die Basisfinnen ihre Zusage für eine Regierungsbeteiligung zurück. Katainen begann daraufhin Koalitionsgespräche mit den Grünen, der Schwedischen Volkspartei und den Christdemokraten sowie mit den Sozialdemokraten. Am 22. Juni 2011 wurde die neue Regierung Finnlands schließlich vereidigt. Am 25. März 2014 verließ das Linksbündnis die Koalition, zuvor waren bereits zwei Abgeordnete aus der Fraktion ausgetreten. Die übrigen fünf Regierungsparteien stellten 110 der 200 Sitze. Katainen kündigte im Frühjahr 2014 seinen Rücktritt als Ministerpräsident an, um nach den Europawahlen ein EU-Amt ausüben zu können. Sein Nachfolger wurde sein Parteikollege Alexander Stubb, der das Kabinett Katainens weiterführte, jedoch auf einigen Posten umbildete. Ende September 2014 verließ der Grüne Bund die Koalition, nachdem sich das Kabinett mit 10 zu 7 Stimmen für den Bau eines weiteren Kernkraftwerks in Pyhäjoki entschieden hatte. Stubbs Koalition verfügt seit dem noch über 102 Sitze.
1. Kabinett Katainen – Jyrki Katainen (Sammlungspartei) – Sammlungspartei, Sozialdemokratische Partei, Linksbündnis (bis 25. März 2014), Grüner Bund, Schwedische Volkspartei, Christdemokraten (22. Juni 2011 bis 24. Juni 2014)
2. Kabinett Stubb – Alexander Stubb (Sammlungspartei) – Sammlungspartei, Sozialdemokratische Partei, Grüner Bund (bis 26. September 2014), Schwedische Volkspartei, Christdemokraten (seit dem 24. Juni 2014)